# Gyrotoma lewisii
Gyrotoma lewisii är en snäckart som först beskrevs av I. Lea 1869.  Gyrotoma lewisii ingår i släktet Gyrotoma och familjen Pleuroceridae. IUCN kategoriserar arten globalt som utdöd. Inga underarter finns listade i Catalogue of Life.